# About Scout
About Scout (originalmente intitulado Scout) é um filme de comédia dramática norte-americano de 2015, dirigido por Laurie Weltz e estrelado por India Ennenga, James Frecheville, Nikki Reed, Danny Glover e Ellen Burstyn.